# La Torroella (Erinyà)
La Torroella, és una partida constituïda per antics camps de conreu, actualment abandonats, del terme municipal de Conca de Dalt, al Pallars Jussà, a l'antic terme de Toralla i Serradell, en el territori del poble d'Erinyà.
Està situada al sud-sud-est d'Erinyà, a la dreta de la vall del riu de Serradell. És al sud de la Cua, al sud-oest de les Rieres, al nord-oest de la Costa i al nord de l'Obac.